# 秋田県道258号白岩角館線
秋田県道258号白岩角館線（あきたけんどう258ごう しらいわかくのだてせん）は、秋田県仙北市を通る一般県道である。

## 概要
仙北市角館町白岩の秋田県道50号大曲田沢湖線交点から終点国道105号交点まで西方向へ伸びる路線である。約400メートルだけ大仙市を通過する。

### 路線データ
- 総延長 : 4.313 km[3]
- 実延長 : 4.313 km[3]
- 起点 : 秋田県仙北市角館町白岩字前郷111番（秋田県道50号大曲田沢湖線交点）[4]北緯39度35分11.25秒 東経140度36分49.41秒
- 終点 : 秋田県仙北市角館町下菅沢220番1[1]（下菅沢交差点、国道105号交点）[4]北緯39度35分11.21秒 東経140度34分17.23秒
- 未供用区間 : なし[3]

## 歴史
- 1959年（昭和34年）2月17日 - 秋田県道に認定される[4]。

## 路線状況

### 冬期閉鎖区間
- なし[5]

### 交通不能区間
- なし[6]

## 地理

### 通過する自治体
- 秋田県
  - 仙北市 - 大仙市 - 仙北市

### 交差する道路
| 施設名       | 接続路線名               | 備考 | 所在地                 |
| ------------ | ------------------------ | ---- | ---------------------- |
|              | 秋田県道50号大曲田沢湖線 | 起点 | 仙北市角館町白岩字前郷 |
| 下菅沢交差点 | 国道105号                | 終点 | 仙北市角館町下菅沢     |

### 沿線の施設
- サンデー角館店